# Моран-Солније AF
Моран-Солније AF (фр. Morane-Saulnier Type AF) је ловачки авион направљен у Француској. Авион је први пут полетео 1917. године. 

Највећа брзина у хоризонталном лету је износила 207 km/h. Размах крила је био 7,47 метара а дужина 5,15 метара. Маса празног авиона је износила 421 килограма а нормална полетна маса 649 килограма. Био је наоружан једним синхронизованим митраљезом калибра 7,7 милиметара Викерс.

## Наоружање
| Наоружање авиона: Моран-Солније |     |
| Ватрено (стрељачко) наоружање   |     |
| Топ                             |     |
| Митраљез                        |     |
| Број и ознака митраљеза         | 1   |
| Калибар                         | 7,7 |
| Бомбардерско наоружање (бомбе)  |     |
| Ракетно наоружање (ракете)      |     |